# Riposo durante la fuga in Egitto (Gerard David Washington)
Il Riposo durante la fuga in Egitto è un dipinto del pittore fiammingo Gerard David realizzato circa nel 1510 e conservato alla National Gallery of Art a Washington negli Stati Uniti d'America.

## Descrizione
Il dipinto può essere confrontato con altre opere sullo stesso tema del medesimo pittore Madrid, Madrid, Lisbona, Anversa e Rotterdam, anche se quello di New York mostra un ramo di mele invece che un cestino. La fuga in Egitto da Erode è un episodio narrato nel Vangelo di Matteo (2,13-18), anche se non menziona il riposo che deriva, invece, dai Vangeli apocrifi.
Le copie sono quasi identiche ma per alcune ha dei piccoli dettagli. Tuttavia, in tutte, tranne questa di Washington, David concentra l'attenzione sulla Vergine Maria seduta che allatta al seno Gesù Bambino, di fronte a uno sfondo profondo del paesaggio forestale.
Ha una composizione completamente diversa rispetto alle versioni di Madrid, New York e Anversa e mostra la Vergine che nutre il Cristo Bambino con un grappolo d'uva, un simbolo dell'Eucaristia e San Giuseppe che scuote un albero per far cadere i frutti. Il paesaggio bluastro è dipinto in modo più ampio rispetto agli esempi del Prado, del Metropolitan e di Anversa.

## Galleria d'immagini

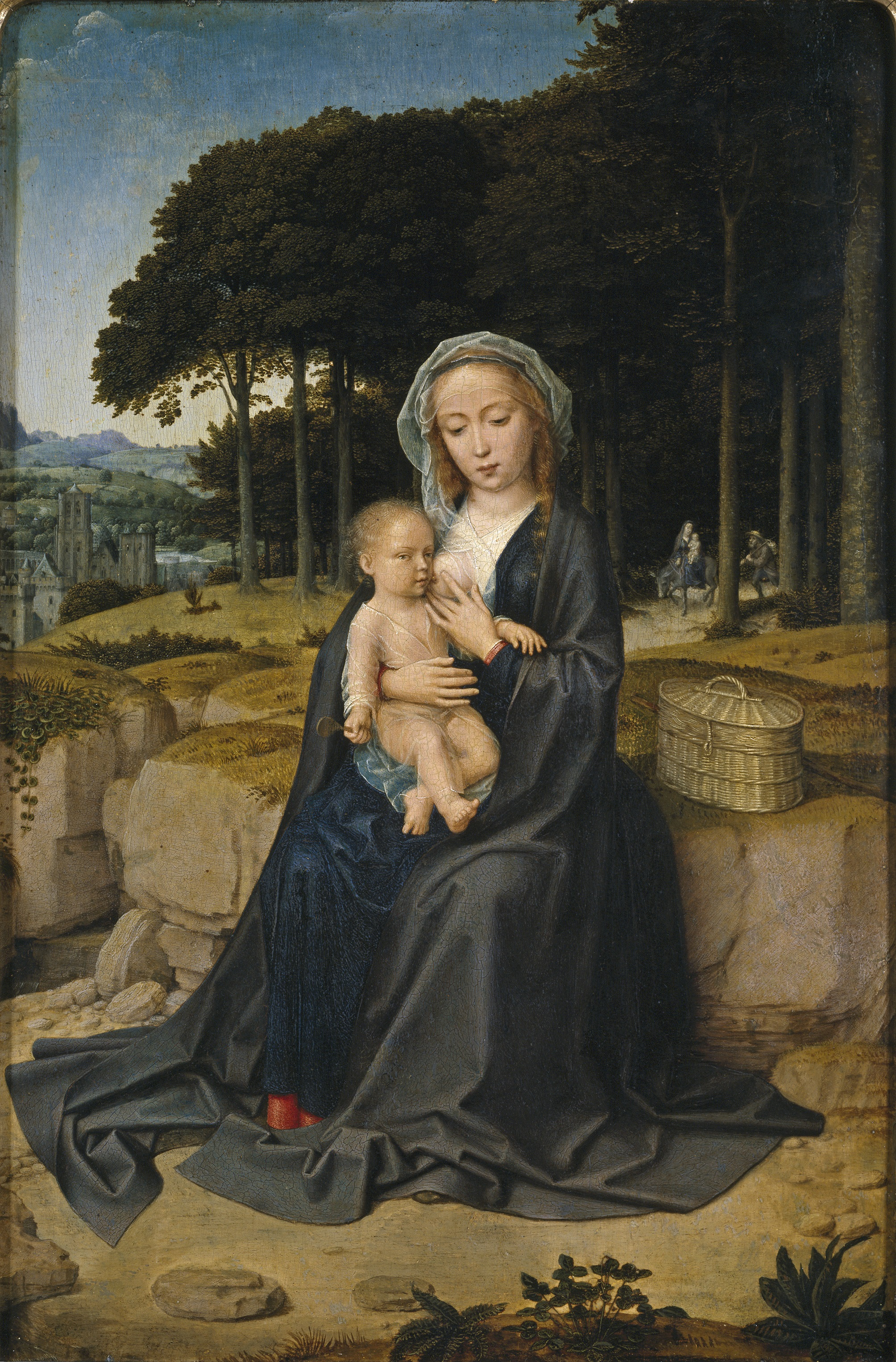
Riposo durante la fuga in Egitto (1515 circa), Gerard David, Museo del Prado, Madrid
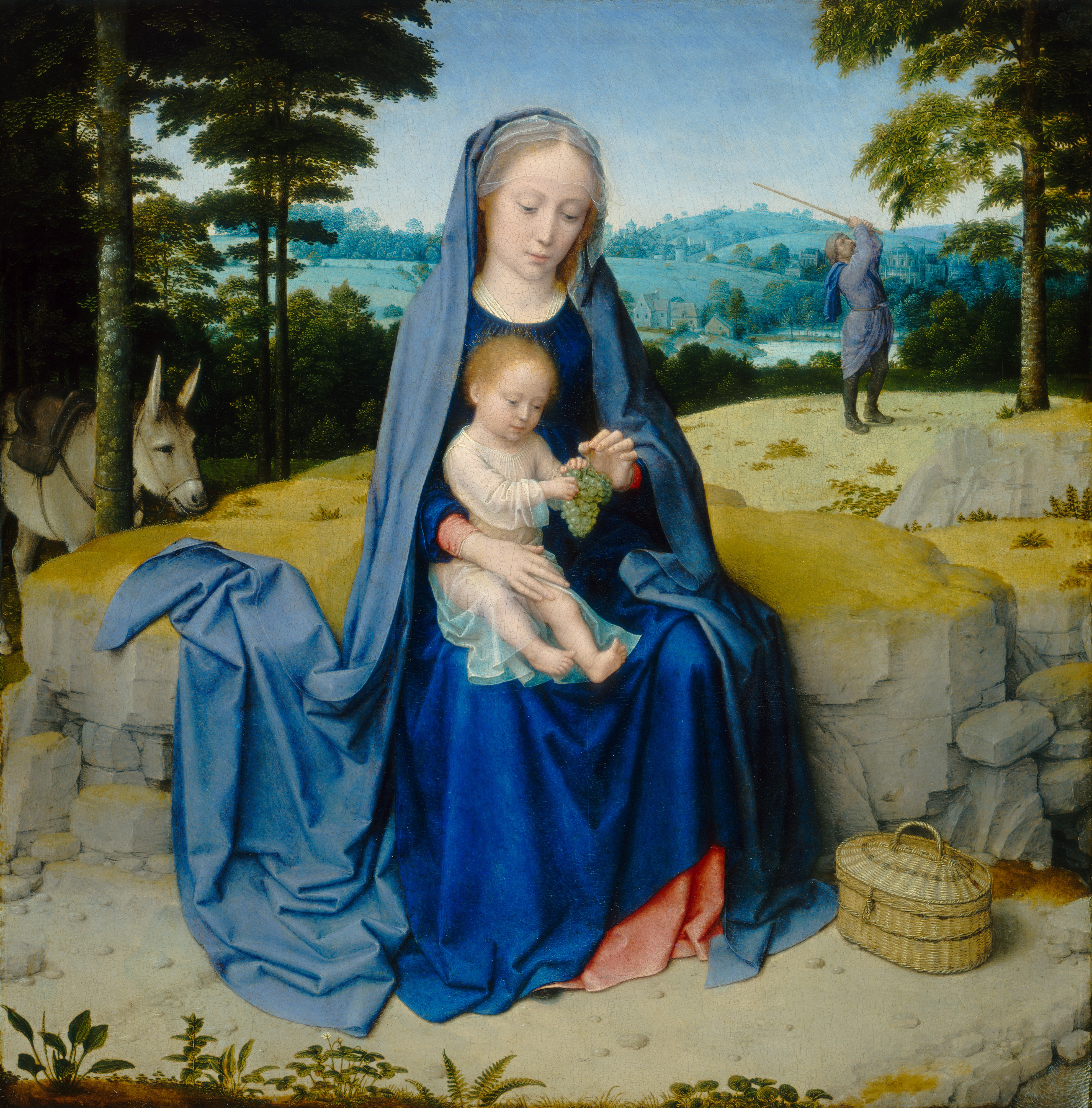
Riposo durante la fuga in Egitto (1505 circa), Gerard David, alla National Gallery of Art di Washington
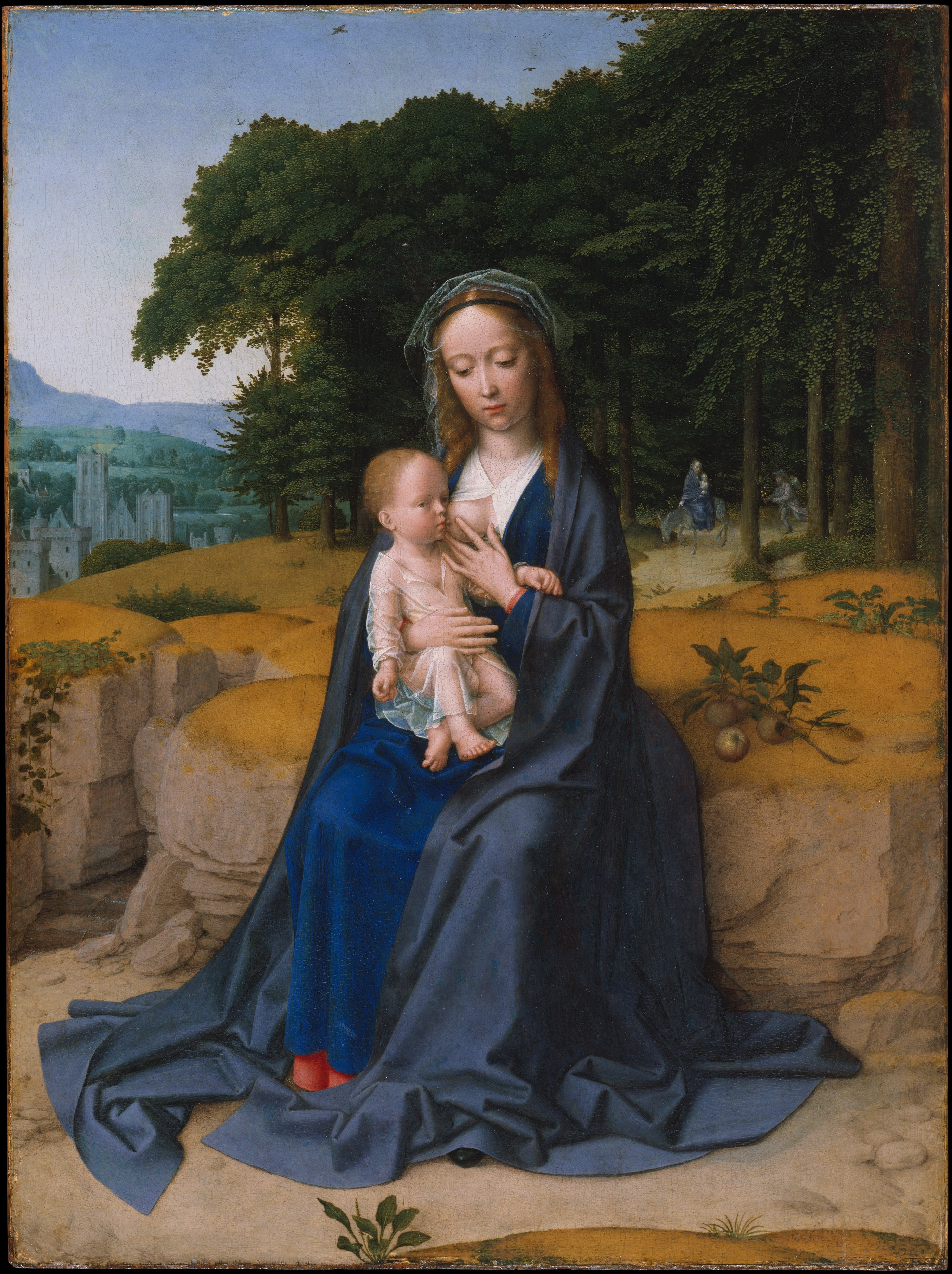
Riposo durante la fuga in Egitto (1512-1515), Gerard David, al Metropolitan Museum of Art di New York
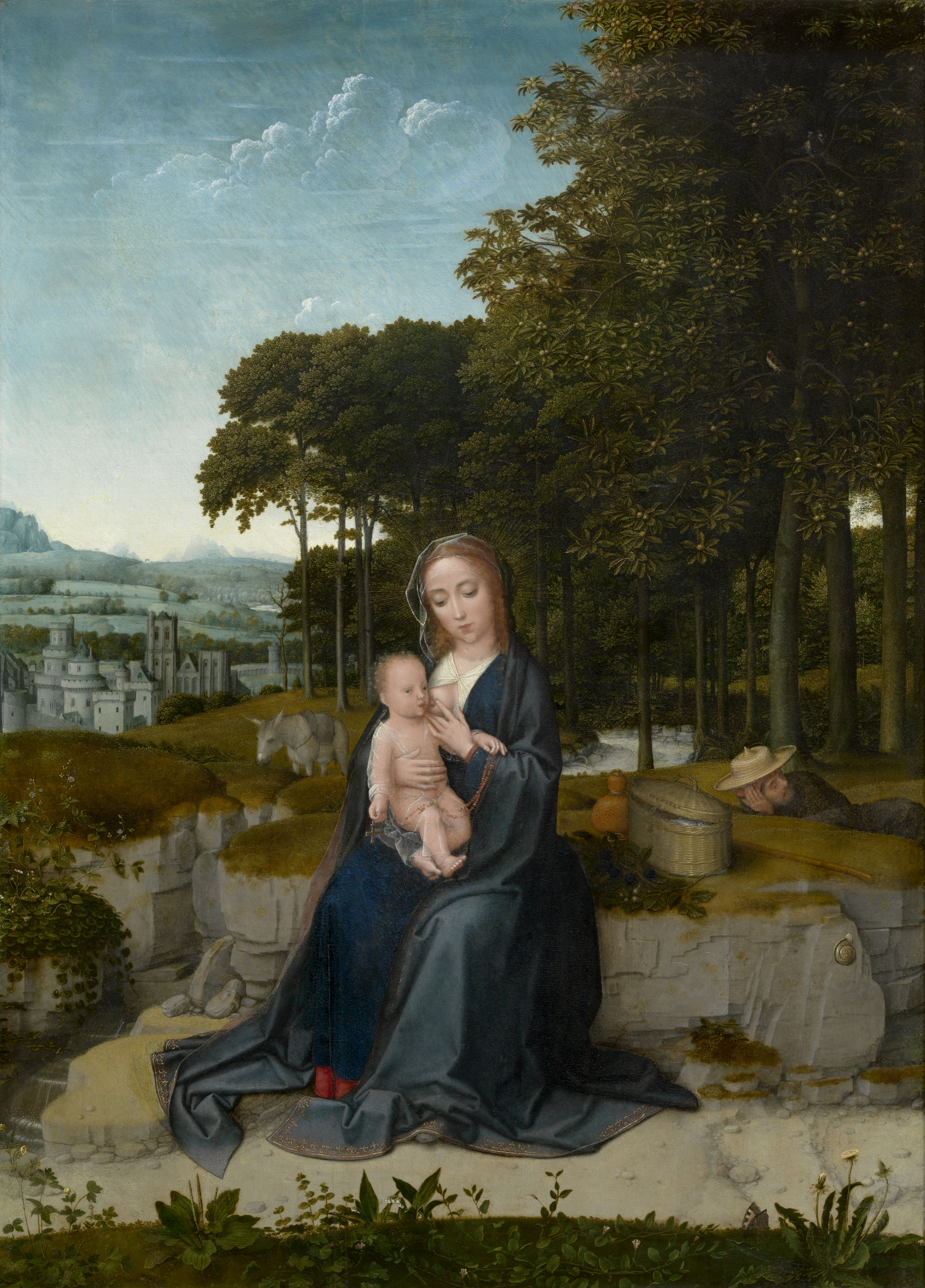
Riposo durante la fuga in Egitto (1515 circa), Gerard David, al Museum of Fine Arts di Anversa
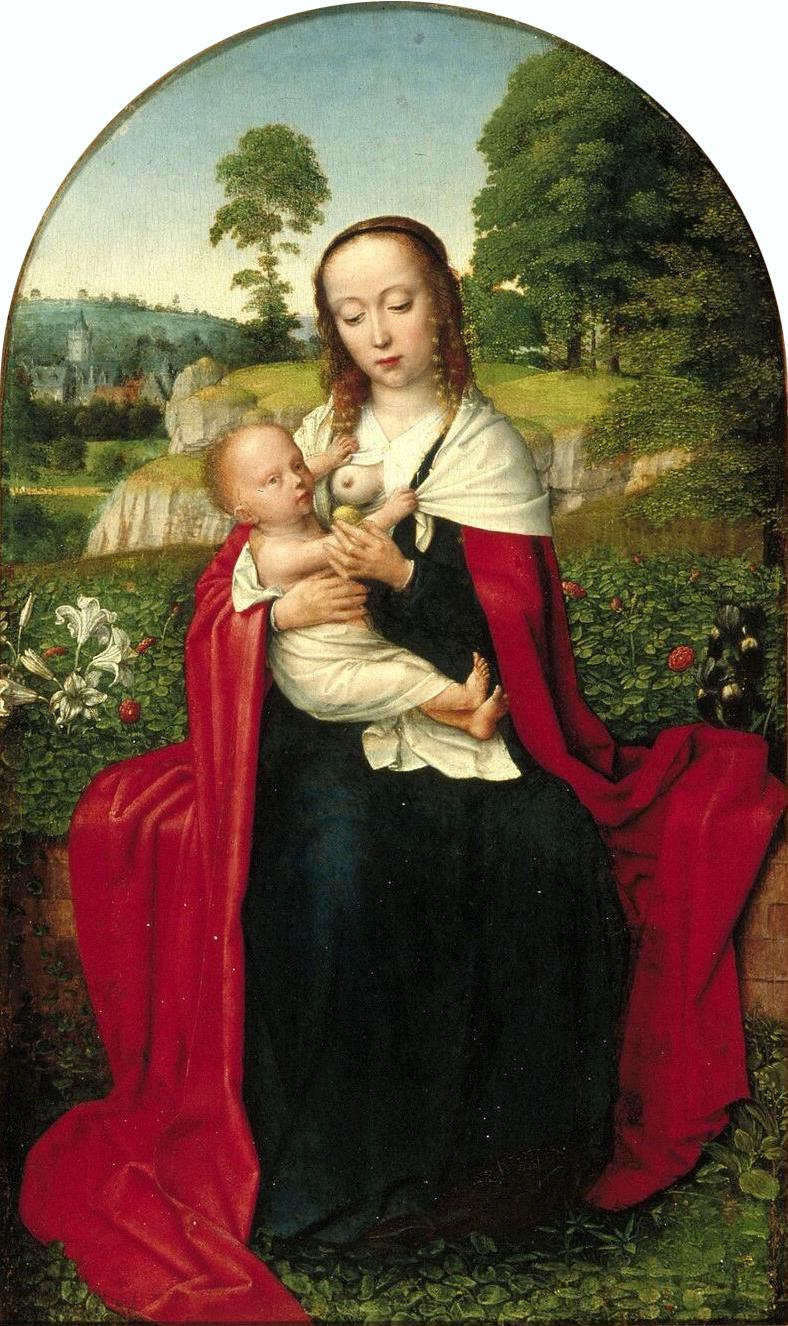
Madonna col Bambino in un paesaggio (1520 circa), Gerard David, Museum Boijmans Van Beuningen di Rotterdam
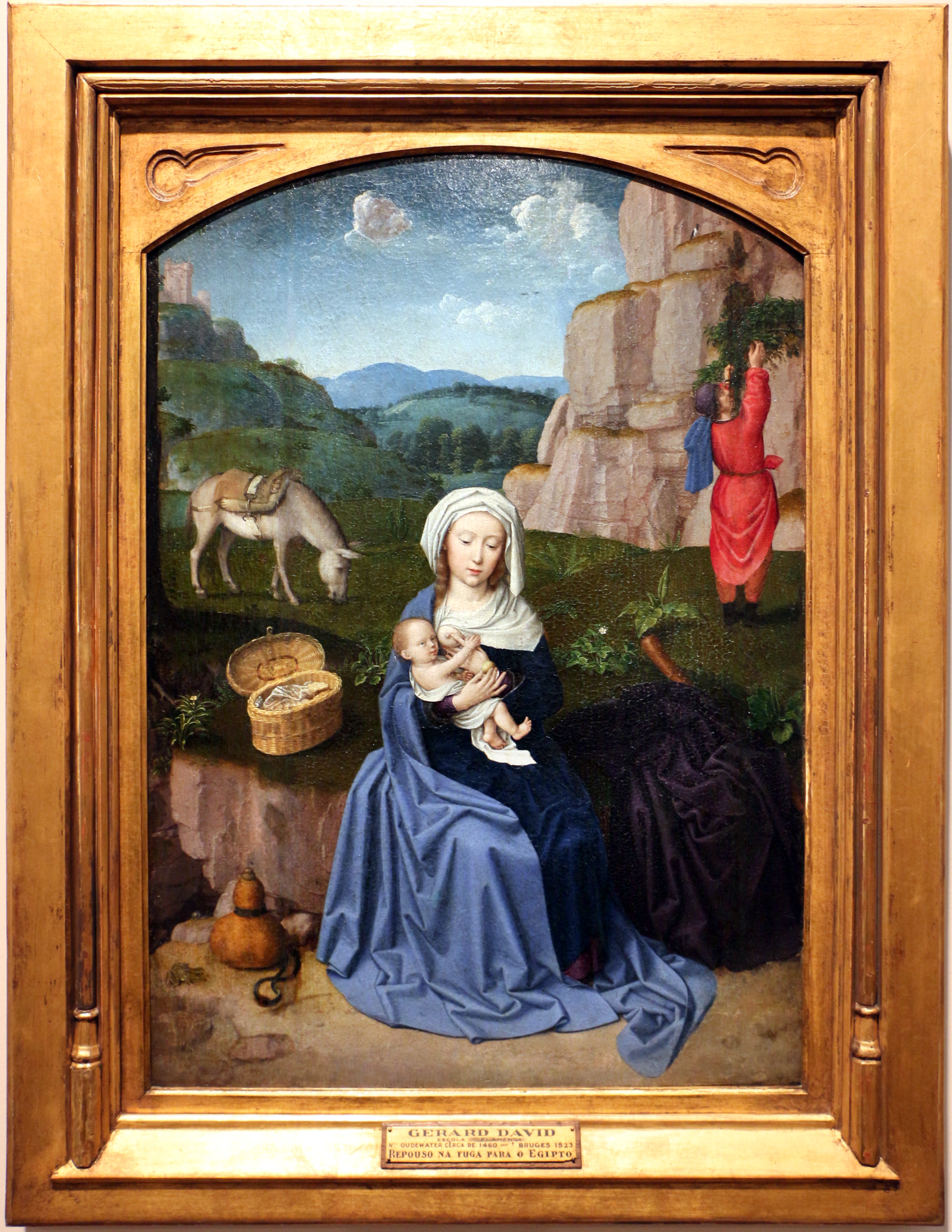
Riposo durante la fuga in Egitto (1501-1520 circa), Gerard David, Museu Nacional de Arte Antiga a Lisbona